# Monetização em jogos
Monetização em jogos refere-se às estratégias e modelos de negócios que permitem que desenvolvedoras de jogos eletrônicos gerem receita a partir de seus produtos. Este aspecto é fundamental para a indústria de jogos, que utiliza diferentes abordagens para tornar os jogos lucrativos, sejam eles gratuitos ou pagos.
Com o crescimento explosivo do mercado de jogos eletrônicos, especialmente os jogos para dispositivos móveis, a monetização tornou-se um campo complexo e multifacetado, incorporando técnicas que vão desde compras no aplicativo e publicidade até assinaturas e pacotes de expansão.

## Monetização em Jogos Pagos para Jogar
Jogos no modelo pagos para jogar são aqueles que exigem um pagamento inicial para acesso ao jogo completo. Esse pagamento pode ocorrer de várias formas, como a compra de uma cópia física ou digital do jogo. Esses jogos podem ser encontrados em diversas plataformas, incluindo consoles, PC e dispositivos móveis.
A monetização em jogos pagos para jogar se concentra no preço inicial do jogo e, em alguns casos, em conteúdos adicionais que podem ser vendidos separadamente, como expansões, pacotes de DLC (conteúdo para download) ou itens cosméticos.

### Modelo Buy-to-Play em Jogos
O modelo Buy-to-Play (B2P) é um dos tipos de jogos pagos para jogar e se refere a jogos onde o jogador precisa pagar uma única vez para obter o acesso ao jogo completo. Após o pagamento inicial, não há custos adicionais obrigatórios para continuar jogando. O B2P pode ser encontrado em diversos gêneros e plataformas, e muitas vezes oferece uma experiência de jogo rica e completa sem a necessidade de gastar mais dinheiro.
No entanto, o modelo B2P pode incluir microtransações optativas ou conteúdo adicional pago, como expansões e itens cosméticos. Essas compras adicionais são opcionais e não afetam a capacidade de jogar o jogo básico. O modelo B2P é popular em jogos que oferecem uma experiência robusta e que preferem não depender de uma base de jogadores pagantes contínuos.

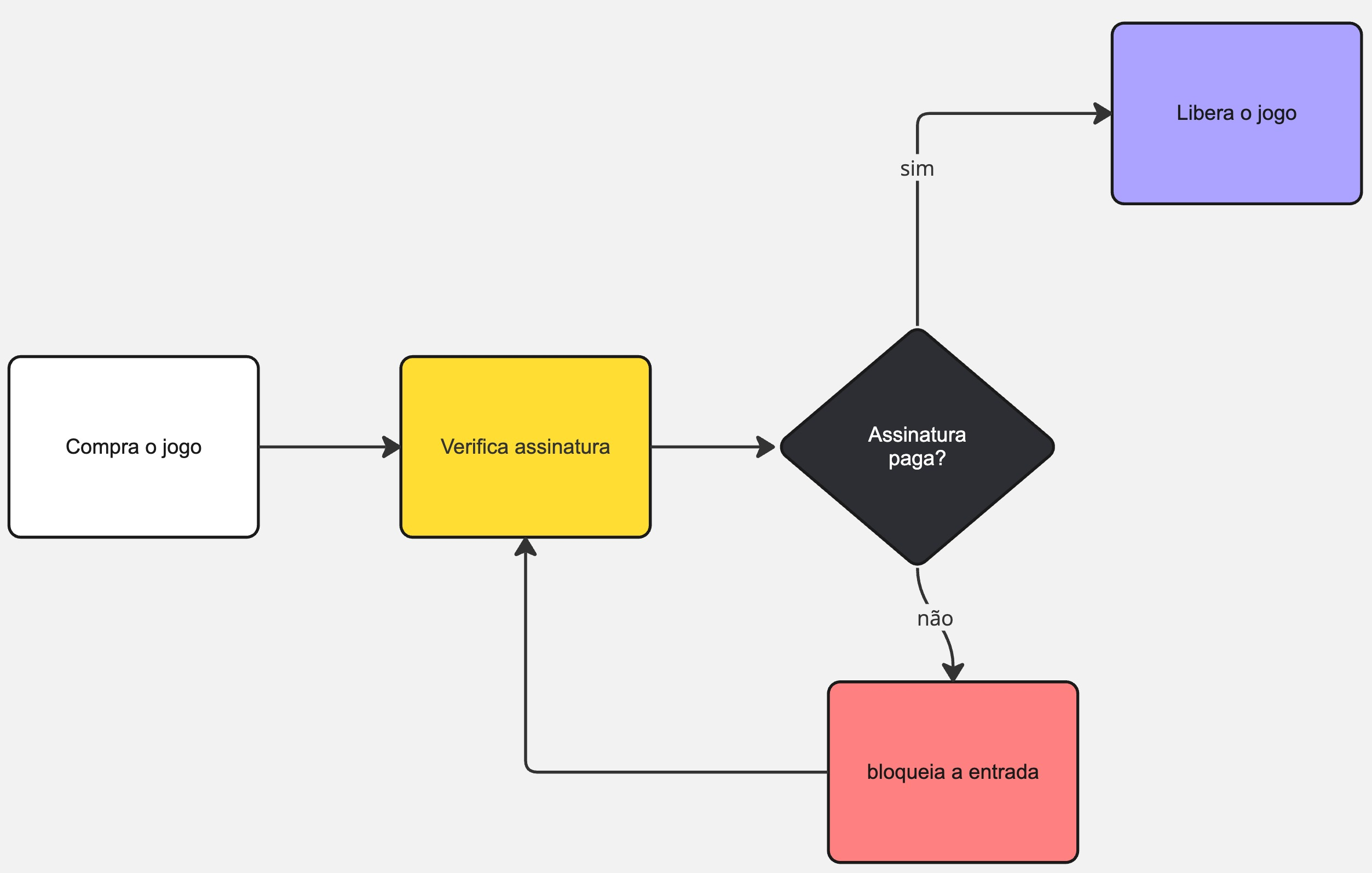
Fluxograma de um jogo Pay to Play

### Modelo Pay-to-Play em Jogos
O modelo Pay-to-Play (P2P) é um tipo específico de jogo pago onde os jogadores precisam pagar uma assinatura periódica para acessar o jogo. Este modelo é comum em jogos MMO (Massively Multiplayer Online) e outros tipos de jogos que oferecem uma experiência online contínua. Além do pagamento inicial para adquirir o jogo, os jogadores devem pagar uma taxa mensal, trimestral ou anual para continuar jogando.
O modelo P2P geralmente é utilizado em jogos que oferecem suporte contínuo, atualizações regulares, e uma infraestrutura robusta de servidores e suporte ao jogador. O pagamento periódico ajuda a cobrir os custos operacionais e a manutenção do jogo, garantindo uma experiência de jogo estável e atualizada. Similar ao B2P, o P2P pode também incluir microtransações para itens cosméticos ou outros conteúdos adicionais, mas esses gastos são geralmente opcionais e não são necessários para a progressão básica do jogo.

## Monetização em JogosGratuito para Jogar
Jogos no modelo gratuito para jogar, ou free-to-play (F2P), podem ser baixados e jogados sem custo inicial. No entanto, eles oferecem microtransações para melhorar a experiência do jogador, como a compra de itens, vidas extras, ou versões premium.
Exemplos conhecidos incluem League of Legends e Candy Crush, que permitem compras opcionais sem desequilibrar o jogo. No entanto, o modelo pode ser criticado quando essas micro transações se tornam essenciais para avançar, caracterizando o chamado pay-to-win. Este modelo é comum em plataformas mobile e redes sociais, e tem mostrado crescimento significativo, com grandes empresas investindo nele.

### Modelo Pay-to-Win em Jogos
O modelo pay-to-win refere-se à prática na indústria de jogos que consiste em jogadores gastando dinheiro real para obter vantagens significativas dentro do jogo. Essas vantagens podem incluir equipamentos poderosos, habilidades especiais ou outros benefícios que proporcionam uma vantagem clara sobre os jogadores que não fazem essas compras.
O pay-to-win frequentemente gera críticas por criar uma disparidade injusta entre jogadores que podem pagar e aqueles que não podem ou optam por não gastar dinheiro. Essa discrepância pode minar a integridade competitiva do jogo, levando a um ambiente onde o sucesso é determinado mais pelos recursos financeiros do que pela habilidade ou dedicação do jogador.

### Modelo Play-to-Earn em Jogos
O modelo play-to-earn é um fenômeno recente na indústria dos games, oferecendo aos jogadores a oportunidade de obter benefícios monetários ao investirem tempo no jogo. Títulos como Splinterlands, Axie Infinity e CryptoBlades exemplificam esse modelo, onde quase tudo dentro do jogo tem valor e pode ser vendido. Esses jogos enfatizam uma economia aberta, permitindo que os jogadores participem ativamente de um universo econômico digital, criando valor para si mesmos e para outros.
O núcleo dos jogos play-to-earn frequentemente envolve tecnologia blockchain, possibilitando que os usuários troquem itens ou moedas do jogo por criptomoedas ou recursos tokenizados. Esse modelo compartilha semelhanças com os jogos free-to-play, mas com o diferencial de que os jogadores sentem que possuem parte do jogo. No entanto, embora os jogadores possam começar gratuitamente, geralmente precisam investir dinheiro real em algum momento para obter lucro, como no jogo Sorare, onde os jogadores compram cards digitais para melhorar sua jogabilidade e potencial de ganhos.

### Let’s go whaling: Estratégias para Atrair Grandes Gastadores
O termo 'whaling' refere-se a estratégias de monetização focadas em jogadores que gastam grandes quantias de dinheiro, conhecidos como 'baleias'. No Pocket Gamer Connects Helsinki 2016, Torulf Jernström, CEO da Tribeflame, discutiu várias dessas técnicas, muitas delas baseadas em princípios de psicologia comportamental. Essas estratégias buscam maximizar a receita por meio de compras no aplicativo, levantando questões éticas e sociais sobre a transparência e o impacto dessas práticas nos jogadores.

## Outras Estratégias de Monetização

### Loot Boxes
As loot boxes (caixas de saque) são itens virtuais que concedem recompensas aleatórias, como itens cosméticos, armas ou outras vantagens no jogo. Embora populares, elas têm gerado controvérsia devido à sua semelhança com jogos de azar, levantando preocupações éticas sobre vício e falta de transparência nas probabilidades de obter certos itens. Diversos países têm debatido e, em alguns casos, implementado regulamentações para proteger os consumidores, especialmente menores de idade, dos potenciais riscos associados a essas práticas.

### Jogos Gacha
Jogos gacha simulam a mecânica de máquinas de venda de brinquedos em cápsulas. Nesses jogos, os jogadores utilizam moeda virtual, frequentemente adquirida com dinheiro real, para obter personagens, cartas ou itens de forma aleatória. Embora os jogos gacha sejam semelhantes às loot boxes, pois ambos incentivam os jogadores a gastar dinheiro para obter recompensas aleatórias, há uma diferença crucial: em jogos gacha, o uso desse sistema é muitas vezes essencial para a progressão no jogo. Já as loot boxes geralmente são opcionais e focadas em itens cosméticos.
O modelo gacha é especialmente popular em jogos mobile, com grande destaque no Japão, e tem se expandido para mercados internacionais.

### Passe de batalha
Um passe de batalha é um sistema de monetização amplamente utilizado em jogos eletrônicos, onde os jogadores são recompensados com itens cosméticos à medida que avançam por níveis dentro do jogo. Esse progresso pode ser alcançado por meio de microtransações ou jogando ativamente. Originado no Dota 2 em 2013, o passe de batalha se tornou uma alternativa popular às loot boxes e assinaturas.
Os passes de batalha podem ser oferecidos de forma gratuita ou paga, sendo que a versão paga geralmente oferece recompensas mais valiosas. Esse sistema é temporário e é renovado a cada nova temporada, criando um senso de urgência conhecido como FOMO (Fear of Missing Out) entre os jogadores.
A implementação de passes de batalha em jogos como Fortnite e Overwatch 2 tem recebido tanto elogios quanto críticas. Enquanto alguns jogadores apreciam a previsibilidade e a clareza das recompensas oferecidas, outros criticam o potencial para gerar pressão e o compromisso de tempo necessário para maximizar os benefícios do passe.

### Crowdfunding / Financiamento Coletivo
Crowdfunding, ou financiamento coletivo, é uma técnica que permite que indivíduos contribuam diretamente para projetos sem a necessidade de intermediários financeiros. Esta abordagem tem tido um impacto significativo na indústria de jogos eletrônicos, especialmente desde a crise financeira de 2008 e o aumento do acesso à internet.
No setor de jogos, o crowdfunding tem viabilizado projetos que podem não despertar o interesse dos produtores tradicionais, aproximando criadores e consumidores. Isso facilita inovações e o surgimento de novos empreendimentos.
Estudos mostram que campanhas de crowdfunding bem-sucedidas geralmente apresentam uma comunicação clara, com informações detalhadas e uso de recursos multimídia. Esses fatores podem aumentar a probabilidade de atingir as metas de arrecadação estabelecidas.

## História
Décadas de 1950 à 1970:
Os arcades modernos, como os conhecemos, começaram a se formar nos anos 80, mas sua origem remonta ao início do século XX com as Penny Arcades, compostas por máquinas mecânicas operadas por moedas. Ao longo das décadas, esses jogos evoluíram, incorporando tecnologias eletromecânicas e, posteriormente, componentes eletrônicos, especialmente no Japão, que teve um papel crucial no desenvolvimento dos arcades. Empresas japonesas como Sega e Taito foram pioneiras em criar jogos de projeção de vídeo e outros dispositivos que serviram de base para os videogames eletrônicos. Nos anos 60 e 70, o Japão viveu a "Era de Ouro dos Jogos Eletromecânicos", marcada por inovações que estabeleceram os fundamentos da indústria de games moderna.
Década de 1980:
Com a evolução tecnológica, computadores domésticos e consoles de videogame começaram a dominar o mercado. Jogos eram vendidos principalmente no varejo, em mídias físicas como cartuchos e disquetes. O lançamento do NES em 1983, por exemplo, ajudou a revitalizar o mercado de consoles após a crise de 1983 a 1985.
Década de 1990:
A introdução do CD-ROM e discos ópticos como mídia de jogos trouxe novas formas de monetização. O desenvolvimento da internet no final dos anos 1990 permitiu o surgimento de jogos online e modelos de assinatura. Jogos como "Achaea, Dreams of Divine Lands" (1997) foram pioneiros na criação de sistemas de microtransações dentro dos jogos, introduzindo o conceito de "moeda dupla", onde os jogadores podiam comprar itens virtuais com dinheiro real.
Década de 2000:
Na primeira década do século, a monetização de jogos foi impactada pelo crescimento do e-commerce e pelo avanço da tecnologia de hardware, software e da internet. A popularidade dos MMORPGs fez do modelo de assinatura uma maneira lucrativa de apoiar desenvolvedores. Jogos de navegador se tornaram gratuitos para atrair mais jogadores, enquanto os jogos móveis eram pagos para download devido à ausência de suporte para mídias físicas nos smartphones. A padronização e a popularização de plataformas móveis, como a App Store da Apple e o Android Marketplace, facilitaram a compra de microtransações. A ascensão das redes sociais também abriu novas oportunidades para a promoção e venda de jogos.
Os anos 2000 também marcaram a introdução das microtransações e de conteúdos adicionais baixáveis (DLC). A Microsoft vislumbrou a possibilidade de vender complementos digitais para jogos do Xbox 360 via Xbox Live Marketplace, oferecendo conteúdos específicos por preços baixos, como o famoso "horse armor" em The Elder Scrolls IV: Oblivion (2006), que foi um marco para a aceitação das microtransações em jogos não móveis, apesar das críticas de jogadores.
Década de 2010: Na segunda década do século, os modelos de monetização de jogos que utilizavam microtransações e monetização indireta amadureceram rapidamente. A produção de jogos passou a focar mais em métricas de retenção de jogadores e usuários ativos diários, ao invés de se concentrar puramente em modelos de monetização, devido à intensificação da competição pela atenção dos jogadores. Isso se reflete na queda das avaliações de várias empresas proeminentes de jogos free-to-play e nas diferenças no design de jogos para os principais títulos free-to-play.
Esse novo enfoque deu origem ao conceito de "games as a service" (jogos como serviço). Analistas descobriram que os jogadores valorizam mais jogos que fornecem um fluxo regular de novos conteúdos, em vez de títulos que não recebem atualizações. Esse modelo garante uma fonte de receita contínua para os desenvolvedores e permite a publicação de menos jogos, reduzindo os custos de desenvolvimento enquanto ainda oferecem novos conteúdos aos jogadores, com o potencial de lucro dobrado em comparação com o modelo tradicional. Além disso, ajuda os desenvolvedores a se protegerem contra os impactos de descontos e vendas de chaves de jogos digitais por vendedores terceiros, exigindo a compra adicional de conteúdo como parte dos serviços oferecidos aos jogadores. Em 2017, a Digital River estimou que o valor da indústria triplicou devido ao uso do modelo de "games as a service".  Empresas como a Take-Two Interactive e a Ubisoft relataram que uma grande parte de sua receita vinha de microtransações e vendas dentro do jogo, com uma tendência crescente de adotar esse modelo para futuros lançamentos.
O uso de passes online também emergiu em 2010, principalmente como uma estratégia para combater o mercado de jogos usados. Publishers como a Electronic Arts (EA) introduziram códigos únicos em jogos novos que eram necessários para acessar recursos online, forçando os jogadores que compravam cópias usadas a adquirir esses passes online. A EA justificou essa prática como necessária para manter os servidores online, e outras empresas seguiram o exemplo. No entanto, devido a mudanças na gestão de direitos digitais e reclamações dos jogadores, a EA encerrou seu programa de passes online em 2013, e outras empresas fizeram o mesmo nos anos seguintes.
Simultaneamente, os passes de temporada se popularizaram, oferecendo aos jogadores acesso a uma grande quantidade de conteúdo adicional por um preço com desconto em comparação com a compra individual desses itens. Essa prática foi comparada ao pré-pedido de conteúdo baixável, muitas vezes sem que o jogador soubesse exatamente o que estava adquirindo. Os publishers também começaram a vender edições "deluxe" dos jogos, que incluíam o passe de temporada e outros recursos bônus. Os primeiros passes de temporada surgiram em 2011, com jogos como L.A. Noire e Mortal Kombat, e logo se tornaram uma prática comum na indústria.
Outra abordagem de monetização desenvolvida nos anos 2010 foi o uso de loot boxes (caixas de recompensas). Loot boxes, que podem ser compradas com dinheiro do jogo ou dinheiro real, contêm itens aleatórios, variando de itens cosméticos a equipamentos que afetam o jogo. Esse modelo se mostrou altamente lucrativo, mas também gerou controvérsia devido à sua semelhança com jogos de azar, levando alguns governos a regulamentar ou banir loot boxes.
A fadiga com loot boxes levou ao surgimento dos passes de batalha, inicialmente usados por Dota 2 da Valve, mas popularizados por Fortnite Battle Royale em 2018. Os passes de batalha oferecem uma abordagem transparente para desbloquear opções de personalização no jogo, incentivando os jogadores a completar desafios para ganhar recompensas. Fortnite provou ser um modelo de sucesso, gerando centenas de milhões de dólares em receita mensal através de microtransações para a compra de passes de batalha e itens exclusivos.